# Гай Вальгий Руф
Гай Ва́льгий Руф (лат. Gaius Valgius Rufus; умер после 12 года до н. э.) — древнеримский писатель и поэт из плебейского рода Вальгиев, консул-суффект 12 года до н. э. Близкий друг Горация, посвятившего ему оду II, 9 и Гая Цильния Мецената. Вальгий Руф известен как автор элегий и эпиграмм и, возможно, буколик; его современники видели в нём огромный потенциал: в частности, Гораций с похвалой упоминает его элегию на смерть мальчика Миста.
В прозе он писал, преимущественно, о грамматических и филологических вопросах (в форме писем) и о целебных травах (имеется в виду посвящённый Октавиану Августу трактат по медицинской ботанике, оставшийся, по-видимому, неоконченным). Гай Вальгий Руф переработал по-латыни риторику Аполлодора Пергамского, своего учителя. Первыми двумя сочинениями пользовался Плиний Старший.